# Isola 2000
Isola 2000 è una stazione sciistica situata nella val di Ciastiglione nel comune francese di Isola (dipartimento: Alpi Marittime).
La stazione si trova nei pressi del confine con l'Italia vicino al colle della Lombarda nelle Alpi Marittime ad una quota di circa 2.000 m s.l.m. da cui il nome, mentre il comprensorio sciistico va dai 1.800 m ai 2.600 m s.l.m. con 120 chilometri di piste. La cima più alta è la Testa Malinvern che culmina a 2939 m.

## Storia
Il territorio fu parte della Contea di Nizza e quindi del Regno di Sardegna fino al 1860, poi passò a far parte della provincia di Cuneo sotto il comune di Vinadio dato che faceva parte della proprietà di casa Savoia. Nel 1947 a causa del trattato di Parigi la zona passò a far parte della Francia come parte del comune di Isola.
Isola 2000 fu immaginata da P. Boumphrey, le prime costruzioni incominciarono nel 1971 e Isola 2000 è costruita con i canoni tipici degli anni '70.

## Infrastrutture e trasporti
la stazione sciistica di Isola 2000 dispone di:
- 2 ovovie:  ovovie 4 posti Pélevos,  télécabines del Mercantour 8-10 posti
- 9 seggiovie: una di 6 posti, cinque di 4 posti, tre di 3 posti, e cinque di 2 posti
- 10 skilift
- una funicolare
- 120 chilometri di piste così suddivisi:
  - 4 piste nere
  - 11 piste rosse
  - 21 piste blu
  - 7 piste verdi

## Sport

### Ciclismo
Isola 2000 è stata negli anni città di arrivo delle seguenti tappe del Tour de France:
| Anno | Tappa | Partenza        | km    | Vincitore di tappa | Maglia gialla   |
| ---- | ----- | --------------- | ----- | ------------------ | --------------- |
| 1993 | 11ª   | Serre-Chevalier | 263,5 | Tony Rominger      | Miguel Indurain |
| 2024 | 19ª   | Embrun          | 144,6 | Tadej Pogačar      | Tadej Pogačar   |

È stata inoltre sede di partenza delle seguenti tappe del Tour de France:
| Anno | Tappa | Arrivo    | km    | Vincitore di tappa | Maglia gialla   |
| ---- | ----- | --------- | ----- | ------------------ | --------------- |
| 1993 | 12ª   | Marsiglia | 286,5 | Fabio Roscioli     | Miguel Indurain |

Il Tour de France 2008 ha attraversato Isola 2000 superando il colle della Lombarda a 2.350 m. s.l.m. durante la tappa Cuneo-Jausiers.

### Pista sciistica
La stazione sciistica è una delle più nevose della Francia che le permette di ricevere le precipitazioni dal Piemonte, con temperature che possono essere anche molto rigide (-27° il 28/12/2005).

## Distanze
- Isola 2000 - Isola = 15 km
- Isola 2000 - Nizza = 91 km
- Isola 2000 - Cuneo = 63 km